# Rosa sect. Chinenses
Chinenses
Section
Rosa section Chinenses est  l'une des onze sections du sous-genre Eurosa.

## Caractéristiques générales
Ce sont des arbustes dressés ou grimpants, aux tiges munis d'aiguillons recourbés.
Les feuilles sont composaées imparipennées, comptant de cinq à sept folioles, plus rarement sept, aux stipules adnées étroites.
Les fleurs sont solitaires ou groupées, aux styles libres.

## Origine et distribution
Les rosiers de la section Chinenses sont originaires de Chine, de Birmanie, du nord de la Thaïlande et du nord du Viêt Nam.

## Principales espèces
Cette section comprend trois espèces :
- Rosa chinensis Jacq. - le rosier de Chine,
- Rosa lucidissima H. Léveillé,
- Rosa ×odorata (Andrews) Sweet,
  - Rosa ×odorata nothovar. gigantea (Collett ex Crép.) Rehder & E. H. Wilson  est une nothovariété de la précédente

## Culture et utilisation
Ces rosiers, en particulier Rosa chinensis var. semperflorens (Curtis) Koehne, Deut. Dendrol., ont apporté aux hybrideurs un caractère très apprécié et généralement absents des espèces connues en Europe avant le XVIIIe siècle, le caractère « remontant » de la floraison, c'est-à-dire leur capacité de refleurir au cours de l'été voire de fleurir continuellement jusqu'à la fin de l'automne.
Ce sont les hybrides des Chinenses qui ont créé les rosiers Portland, rosiers Noisette, les rosiers Bourbon, les rosiers thé, donc les rosiers polyantha, les hybrides de thé et tous les rosiers modernes.
La curieuse rose verte est une variété de Rosa chinensis.